# Antonio Saura (rete tranviaria di Madrid)
Antonio Saura è una stazione della linea ML1 della rete tranviaria di Madrid.
Si trova in superficie in Calle Antonio Saura, nel quartiere di Sanchinarro, nel distretto di Hortaleza.

## Storia
La stazione è stata inaugurata il 24 maggio 2007 insieme a tutte le altre stazioni della linea.